# Терновий вінець Росії
«Терновий вінець Росії» (рос. Терновый венок России) — книжкова серія з семи книг письменника О. А. Платонова. Серія вийшла з благословення митр. Санкт-Петербурзького і Ладозького Іоанна (Сничева).

## Автор
Олег Анатолійович Платонов (народився 11 січня 1950 року у місті Свердловськ, РРФСР) — російський письменник, націоналіст, публіцист і громадський діяч. Автор конспірологічних і антисемітських публікацій, присвячених «жидомасонській змові». Активний ревізіоніст голокосту. Доктор економічних наук. Директор громадської організації «Інститут російської цивілізації».

## Склад серії
1. «Заговор цареубийц». М., «Родник», 1996, 528 с.
2. Друга книга із серії «Терновий вінець Росії» «Микола II в секретному листуванні» заснована на справжньої секретному листуванні царської сім'ї і вводить читача в самий центр протиріч, у боротьбі яких вирішується доля Росії. На думку автора в листах царського подружжя знаходять відображення змови, інтриги, вбивство близьких Царю людей, хоча головне в них не це, а безмежна любов до Росії, ніжна любов один до одного — світло любові протистоїть ненависті, що захлеснула Росію. Видання має словник царського оточення. М., «Родник», 1996, 800 с. /п., больш. формат/ ISBN 5-86231-154-8
3. В 1977 році надрукована третя книжка в 2-х томах із серії — «Історія російського народу в XX столітті». Книга має іменний покажчик до I та II томів історії Російського народу в XX столітті.
4. Книга «Тайна беззакония: иудаизм и масонство против Христианской цивилизации». — М., «Родник», 1998, 880 стор.
5. «Загадка Сионских протоколов». М., «Родник», 1999, 800 стор. Автор присвятив цю книжку вивченню загадковому документу XX століття — «Протоколів сіонських мудреців», який він вважає «узагальнюючим твором юдейсько-талмудичної думки» та «програмою таємної війни проти Християнської цивілізації». О.Платонов простежує більш ніж 2500-річний шлях розвитку ідеології Сіонських протоколів, від виникнення Талмуду і расової доктрини юдаїзму до створення сучасних юдейсько-масонських і сіоністських організацій світового панування, зокрема Ради з міжнародних відносин, Тристоронньої комісії, Більдербергського клубу, Світового Форуму. У книзі автор використовує матеріали Бернського процесу (він стверджує що вони раніше не публікувалися) і листування його учасників, які нібито підтверджують, що свідчення свідків та експертів, які оскаржували в суді справжність Сіонських протоколів, були фальсифіковані й заздалегідь оплачені юдейськими організаціями.
Головними джерелами архівних матеріалів для цієї книги стали Державний архів Російської Федерації, Центр зберігання історико-документальної колекції (колишній Особливий архів СРСР), архів Свято-Троїцького монастиря (Джорданвілі, США) та архів Гуверівського інституту (Станфорд, США). Книга має словник «світової закуліси».
6. В книжці «Таємна історія масонства» з серії історико-архівних досліджень «Терновий вінець Росії» автор відкриває таємні і невідомі сторінки історії російського і зарубіжного масонства XVIII — XX століть. Автор друкує документи із секретних масонських сховищ Великого Сходу і Великої Ложі Франції, куди посилали свої звіти і матеріали російські масони. Через їх призму О.Платонов надає читачу свій погляд на багато подій вітчизняної та світової історії. Автор вважає масонство злочинним співтовариством. 2000. Изд. 3-е, испр. и доп. М., Русский Вестник, 2000, 912 с. /п., больш. формат/ History, ISBN 5-85346-040-4